# Wereldkampioenschappen kunstschaatsen 2006
De Wereldkampioenschappen kunstschaatsen is een evenement dat georganiseerd wordt door de Internationale Schaatsunie. Aan deze competitie doen kunstschaatsers mee. De winnaar mag zich kronen tot Wereldkampioen kunstschaatsen. Dit evenement is het meest prestigieuze evenement van het jaar in de kunstrijdwereld.
In 2006 werden de kampioenschappen van 19 tot en met 26 maart gehouden in het Pengrowth Saddledome stadion in Calgary, provincie Alberta. Het was de tweede keer dat Calgary gaststad was voor de WK Kunstschaatsen, in 1972 vonden ze hier ook plaats. Het was voor de negende maal dat de Wereldkampioenschappen Kunstschaatsen in Canada plaatsvonden. Eerder vonden de WK toernooien plaats in Montreal (1932), Vancouver (1960, 2001), Ottawa (1978, 1984),  Halifax (1990) en Edmonton (1996).
Voor de mannen was het de 96e editie, voor de vrouwen de 86e editie, voor de paren de 84e editie, en voor de ijsdansers de 54e editie.

## Deelname
Elk lid van de ISU kon één schaatser/één paar aanmelden per discipline. Extra startplaatsen (met en maximum van drie per discipline) zijn verdiend op basis van de eindklasseringen op het WK van 2005
Bij de mannen en vrouwen vond er eerst een kwalificatieronde plaats in twee groepen (A + B), hiervan mochten de eerste vijftien per groep de korte kür rijden waarna er nog zes afvielen zodat er vierentwintig deelnemers aan de lange kür deelnamen. Ook bij het IJsdansen kwalificeerden de beste vierentwintig koppels zich voor de vrije dans.
Om deel te nemen moet een deelnemer/deelneemster op 1 juli voorafgaand aan het kampioenschap minimaal vijftien jaar oud zijn.

### Deelnemende landen
Vierenveertig landen schreven deelnemers in voor dit toernooi, zij zouden samen 134 startplaatsen invullen. (Tussen haakjes het totaal aantal startplaatsen over de vier disciplines.) 
| Rusland (11) Verenigde Staten (11) Canada (9) Oekraïne (7) China (6) Frankrijk (6) Duitsland (5) Japan (5) Australië (4) | Bulgarije (4) Hongarije (4) Italië (4) Finland (3) Israël (3) Mexico (3) Oezbekistan (3) Polen (3) Verenigd Koninkrijk (3) | Zwitserland (3) Litouwen (2) Oostenrijk (2) Roemenië (2) Servië en Montenegro (2) Slovenië (2) Slowakije (2) Thailand (2) Tsjechië (2) | Turkije (2) Wit-Rusland (2) Zuid-Afrika (2) Zweden (2) Armenië (1) Azerbeidzjan (1) Estland (1) Filipijnen (1) Georgië (1) | Griekenland (1) Hongkong (1) Kroatië (1) Letland (1) Nieuw-Zeeland (1) Spanje (1) Taiwan (1) Zuid-Korea (1) |

## Medailleverdeling
Bij de mannen prolongeerde Stéphane Lambiel zijn in 2005 veroverde wereldtitel, het was zijn tweede medaille. Ook Brian Joubert op de tweede plaats veroverde zijn tweede medaille, in 2004 werd hij ook tweede. Voor Evan Lysacek op plaats drie was het ook zijn tweede medaille, in 2005 werd hij ook derde.
Bij de vrouwen veroverde de debutante Kimmie Meissner de wereldtitel. Zij was de vierde vrouw die bij haar debuut op het WK de wereldtitel veroverde. Herma Szabo (in 1922 na zeven jaren onderbreking wegens de Eerste Wereldoorlog), Barbara Ann Scott (in 1947 na zeven jaar onderbreking wegens de Tweede Wereldoorlog) en Oksana Baiul (in 1993) gingen haar hierin voor. Fumie Suguri op plaats twee veroverde haar derde medaille, in 2002 en 2003 werd ze derde. Ook Sasha Cohen op plaats drie veroverde haar derde medaille, in 2004 en 2005 werd ze tweede.
Bij het paarrijden veroverden Pang Qing / Tong Jian de wereldtitel, het was hun tweede medaille, in 2004  werden ze derde. Zij waren het tweede Chinese paar na het duo Shen Xue / Zhao Hongbo (in 2002, 2003) dat wereldkampioen werd. Zhang Dan / Zhang Hao op plaats twee veroverden hun tweede medaille, in 2005 werden ze derde. Maria Petrova / Aleksej Tichonov op plaats drie veroverden hun derde medaille, in 2003 werden ze ook derde en in 2005 tweede.
Bij het ijsdansen veroverden Albena Denkova / Maxim Staviski de wereldtitel, het was hun derde medaille, in 2003 werden ze derde en in 2004 tweede. Het was de eerste wereldtitel voor Bulgarije in het kunstschaatsen. Marie-France Dubreuil / Patrice Lauzon op de tweede plaats veroverden hun eerste medaille. Tanith Belbin / Benjamin Agostoop plaats drie veroverden hun tweede medaille, in 2005 werden ze tweede.
| Discipline | Goud ·                           | Zilver ·                               | Brons ·                          |
| ---------- | -------------------------------- | -------------------------------------- | -------------------------------- |
| Mannen     | Stéphane Lambiel                 | Brian Joubert                          | Evan Lysacek                     |
| Vrouwen    | Kimmie Meissner                  | Fumie Suguri                           | Sasha Cohen                      |
| Paren      | Pang Qing / Tong Jian            | Zhang Dan / Zhang Hao                  | Maria Petrova / Aleksej Tichonov |
| IJsdansen  | Albena Denkova / Maksim Staviski | Marie-France Dubreuil / Patrice Lauzon | Tanith Belbin / Benjamin Agosto  |

## Uitslagen

### Mannen / Vrouwen
| Mannen                 | Mannen                   | Mannen                       | Mannen | Mannen      | Mannen    | Mannen    |
| #                      | naam (deelnames)         | land                         | punten | kwalif. A/B | korte kür | lange kür |
| ---------------------- | ------------------------ | ---------------------------- | ------ | ----------- | --------- | --------- |
| Goud                   | Stéphane Lambiel (5)     | Vlag van Zwitserland         | 274.22 | 1A          | 4         | 1         |
| Zilver                 | Brian Joubert (5)        | Vlag van Frankrijk           | 270.83 | 3B          | 1         | 2         |
| Brons                  | Evan Lysacek (2)         | Vlag van Verenigde Staten    | 255.22 | 2A          | 8         | 3         |
| 4                      | Nobunari Oda (1)         | Vlag van Japan               | 251.21 | 1B          | 3         | 5         |
| 5                      | Emanuel Sandhu (7)       | Vlag van Canada              | 249.89 | 6A          | 2         | 4         |
| 6                      | Jeffrey Buttle (4)       | Vlag van Canada              | 241.59 | 2B          | 7         | 7         |
| 7                      | Johnny Weir (3)          | Vlag van Verenigde Staten    | 235.57 | 4B          | 5         | 8         |
| 8                      | Alban Préaubert (1)      | Vlag van Frankrijk           | 230.95 | 5B          | 17        | 6         |
| 9                      | Li Chengjiang (7)        | Vlag van China               | 229.03 | 5A          | 6         | 15        |
| 10                     | Ilja Klimkin (3)         | Vlag van Rusland             | 227.78 | 3A          | 10        | 10        |
| 11                     | Matthew Savoie (3)       | Vlag van Verenigde Staten    | 227.41 | 8B          | 9         | 9         |
| 12                     | Sergej Davydov (6)       | Vlag van Wit-Rusland         | 222.44 | 6B          | 12        | 11        |
| 13                     | Tomáš Verner (5)         | Vlag van Tsjechië            | 221.83 | 7B          | 11        | 14        |
| 14                     | Gheorghe Chiper (6)      | Vlag van Roemenië            | 219.34 | 9B          | 15        | 12        |
| 15                     | Zhang Min (7)            | Vlag van China               | 216.59 | 4A          | 19        | 13        |
| 16                     | Anton Kovalevski (1)     | Vlag van Oekraïne            | 211.93 | 9A          | 14        | 19        |
| 17                     | Andrei Griazev (3)       | Vlag van Rusland             | 208.37 | 10B         | 21        | 16        |
| 18                     | Roman Serov (2)          | Vlag van Israël              | 207.14 | 8A          | 16        | 20        |
| 19                     | Ivan Dinev (13)          | Vlag van Bulgarije           | 206.86 | 11A         | 18        | 18        |
| 20                     | Silvio Smalun (3)        | Vlag van Duitsland           | 206.58 | 7A          | 13        | 21        |
| 21                     | Shawn Sawyer (1)         | Vlag van Canada              | 201.05 | 10A         | 25        | 17        |
| 22                     | Gregor Urbas (6)         | Vlag van Slovenië            | 198.54 | 11B         | 20        | 23        |
| 23                     | Kristoffer Berntsson (6) | Vlag van Zweden              | 192.47 | 12B         | 23        | 22        |
| 24                     | Trifun Zivanovic (4)     |                              | 183.05 | 14B         | 22        | 24        |
| Vrije kür niet bereikt |                          |                              |        |             |           |           |
| 25                     | Karel Zelenka (3)        | Vlag van Italië              |        | 13B         | 24        |           |
| 26                     | Viktor Pfeifer (2)       | Vlag van Oostenrijk          |        | 12A         | 26        |           |
| 27                     | Igor Matsipura (1)       | Vlag van Slowakije           |        | 13A         | 28        |           |
| 28                     | Jamal Othman (2)         | Vlag van Zwitserland         |        | 14A         | 27        |           |
| 29                     | Ari-Pekka Nurmenkari (4) | Vlag van Finland             |        | 15A         | 29        |           |
| 30                     | John Hamer (2)           | Vlag van Verenigd Koninkrijk |        | 15B         | 30        |           |
| Korte kür niet bereikt |                          |                              |        |             |           |           |
|                        | Aidas Reklys (5)         | Vlag van Litouwen            |        | 16A         |           |           |
|                        | Sean Carlow (2)          | Vlag van Australië           |        | 16B         |           |           |
|                        | Bertalan Zakany (1)      | Vlag van Hongarije           |        | 17A         |           |           |
|                        | Alper Ucar (2)           | Vlag van Turkije             |        | 17B         |           |           |
|                        | Tristan Thode (1)        | Vlag van Nieuw-Zeeland       |        | 18A         |           |           |
|                        | Michael Novales (1)      | Vlag van Filipijnen          |        | 18B         |           |           |
|                        | Zeus Issariotis (1)      | Vlag van Griekenland         |        | 19A         |           |           |
|                        | Luis Hernandez (1)       | Vlag van Mexico              |        | 19B         |           |           |
|                        | Justin Pietersen (1)     | Vlag van Zuid-Afrika         |        | 20A         |           |           |
|                        | Edward Ka-Yin Chow (2)   | Vlag van Hongkong            |        | 20B         |           |           |

| Vrouwen                | Vrouwen                     | Vrouwen                   | Vrouwen | Vrouwen     | Vrouwen   | Vrouwen   |
| #                      | naam (deelnames)            | land                      | punten  | kwalif. A/B | korte kür | lange kür |
| ---------------------- | --------------------------- | ------------------------- | ------- | ----------- | --------- | --------- |
| Goud                   | Kimmie Meissner (1)         | Vlag van Verenigde Staten | 218.33  | 2A          | 5         | 1         |
| Zilver                 | Fumie Suguri (8)            | Vlag van Japan            | 209.74  | 1A          | 2         | 2         |
| Brons                  | Sasha Cohen (5)             | Vlag van Verenigde Staten | 208.88  | 3A          | 1         | 4         |
| 4                      | Jelena Sokolova (5)         | Vlag van Rusland          | 202.27  | 6B          | 3         | 3         |
| 5                      | Yukari Nakano (1)           | Vlag van Japan            | 195.65  | 2B          | 6         | 6         |
| 6                      | Sarah Meier (5)             | Vlag van Zwitserland      | 195.11  | 5Aa         | 4         | 5         |
| 7                      | Joannie Rochette (4)        | Vlag van Canada           | 189.41  | 1B          | 7         | 8         |
| 8                      | Emily Hughes (1)            | Vlag van Verenigde Staten | 184.75  | 3B          | 10        | 7         |
| 9                      | Susanna Pöykiö (4)          | Vlag van Finland          | 180.06  | 7A          | 9         | 9         |
| 10                     | Kiira Korpi (1)             | Vlag van Finland          | 176.65  | 5B          | 11        | 10        |
| 11                     | Yoshie Onda (4)             | Vlag van Japan            | 172.46  | 6B          | 12        | 12        |
| 12                     | Carolina Kostner (4)        | Vlag van Italië           | 172.45  | 4B          | 16        | 11        |
| 13                     | Mira Leung (1)              | Vlag van Canada           | 168.80  | 4A          | 14        | 13        |
| 14                     | Elene Gedevanisjvili (1)    | Vlag van Georgië          | 164.92  | 9B          | 8         | 17        |
| 15                     | Idora Hegel (7)             | Vlag van Kroatië          | 163.58  | 7B          | 17        | 14        |
| 16                     | Liu Yan (2)                 | Vlag van China            | 159.05  | 8B          | 19        | 15        |
| 17                     | Amanda Nylander (1)         | Vlag van Zweden           | 154.08  | 10A         | 18        | 19        |
| 18                     | Tugba Karademir (4)         | Vlag van Turkije          | 153.25  | 14A         | 22        | 16        |
| 19                     | Arina Martinova (1)         | Vlag van Rusland          | 149.89  | 13A         | 15        | 21        |
| 20                     | Halina Jefremenko (1)       | Vlag van Oekraïne         | 149.65  | 14B         | 21        | 18        |
| 21                     | Anastasia Gimazetdinova (3) | Vlag van Oezbekistan      | 149.43  | 11B         | 13        | 22        |
| 22                     | Júlia Sebestyén (9)         | Vlag van Hongarije        | 142.30  | 11A         | 24        | 20        |
| 23                     | Valentina Marchei (2)       | Vlag van Italië           | 141.51  | 12B         | 20        | 23        |
| 24                     | Annette Dytrt (3)           | Vlag van Duitsland        | 137.31  | 10B         | 23        | 24        |
| Vrije kür niet bereikt |                             |                           |         |             |           |           |
| 25                     | Viktória Pavuk (2)          | Vlag van Hongarije        |         | 8A          | 28        |           |
| 26                     | Katarina Gerboldt (1)       | Vlag van Rusland          |         | 13B         | 27        |           |
| 27                     | Michelle Cantu (4)          | Vlag van Mexico           |         | 15A         | 25        |           |
| 28                     | Nadege Bobillier (1)        | Vlag van Frankrijk        |         | 9A          | 29        |           |
| 29                     | Andrea Kreuzer (2)          | Vlag van Oostenrijk       |         | 15B         | 26        |           |
| 30                     | Teodora Poštič (1)          | Vlag van Slovenië         |         | 12B         | 30        |           |
| Korte kür niet bereikt |                             |                           |         |             |           |           |
|                        | Miriam Manzano (6)          | Vlag van Australië        |         | 16A         |           |           |
|                        | Tammy Sutan (1)             | Vlag van Thailand         |         | 16B         |           |           |
|                        | Roxana Luca (7)             | Vlag van Roemenië         |         | 17A         |           |           |
|                        | Sonja Radeva (2)            | Vlag van Bulgarije        |         | 17B         |           |           |
|                        | Jacqueline Belenyesiová (1) | Vlag van Slowakije        |         | 18A         |           |           |
|                        | Diane Chen (6)              | Vlag van Taiwan           |         | 18B         |           |           |
|                        | Alisa Kireeva (1)           | Vlag van Oekraïne         |         | 19A         |           |           |
|                        | Ksenia Jastsenjski (4)      |                           |         | 19B         |           |           |
|                        | Jenna-Anne Buys (2)         | Vlag van Zuid-Afrika      |         | 20A         |           |           |
|                        | Choi Ji-eun (4)             | Vlag van Zuid-Korea       |         | 20B         |           |           |
|                        | Elena Muhhina (1)           | Vlag van Estland          |         | 21A         |           |           |
|                        | Olga Zadvornova (1)         | Vlag van Letland          |         | 21B         |           |           |
|                        | Laura Fernandez (2)         | Vlag van Spanje           |         | 22B         |           |           |
|                        | Kristina Mikhailova (1)     | Vlag van Wit-Rusland      |         | tzt *       |           |           |

### Paren / IJsdansen
| Paren  | Paren                                        | Paren                        | Paren  | Paren     | Paren     |
| #      | naam (deelnames)                             | land                         | punten | korte kür | lange kür |
| ------ | -------------------------------------------- | ---------------------------- | ------ | --------- | --------- |
| Goud   | Pang Qing Tong Jian (8)                      | Vlag van China               | 189.20 | 2         | 1         |
| Zilver | Zhang Dan Zhang Hao (5)                      | Vlag van China               | 186.42 | 1         | 4         |
| Brons  | Maria Petrova (10) Aleksej Tichonov (9)      | Vlag van Rusland             | 186.22 | 3         | 3         |
| 4      | Rena Inoue (5) John Baldwin (4)              | Vlag van Verenigde Staten    | 183.17 | 6         | 3         |
| 5      | Valerie Marcoux (4) Craig Buntin (3)         | Vlag van Canada              | 181.09 | 4         | 5         |
| 6      | Aliona Savchenko (3) Robin Szolkowy (2)      | Vlag van Duitsland           | 170.08 | 5         | 7         |
| 7      | Jessica Dube Bryce Davison (1)               | Vlag van Canada              | 169.72 | 7         | 6         |
| 8      | Joelija Obertas (6) Sergej Slavnov (4)       | Vlag van Rusland             | 164.16 | 8         | 8         |
| 9      | Dorota Zagórska (12) Mariusz Siudek (14)     | Vlag van Polen               | 160.79 | 9         | 9         |
| 10     | Tatjana Volosozjar (4) Stanislav Morozov (6) | Vlag van Oekraïne            | 147.90 | 11        | 10        |
| 11     | Marcy Hinzmann Aaron Parchem (1)             | Vlag van Verenigde Staten    | 140.22 | 10        | 13        |
| 12     | Maria Moechortova Maksim Trankov (1)         | Vlag van Rusland             | 135.70 | 12        | 12        |
| 13     | Marylin Pla Yannick Bonheur (2)              | Vlag van Frankrijk           | 135.02 | 14        | 11        |
| 14     | Dominika Piatkowska Dmitri Khromin (1)       | Vlag van Polen               | 123.37 | 13        | 14        |
| 15     | Roemjana Spassova Stanimir Todorov (2)       | Vlag van Bulgarije           | 117.61 | 16        | 15        |
| 16     | Marina Aganina Artem Knyazev (5)             | Vlag van Oezbekistan         | 114.52 | 15        | 16        |
| 17     | Stacey Kemp David King (1)                   | Vlag van Verenigd Koninkrijk | 106.10 | 18        | 18        |
| 18     | Mari Vartmann Florian Just (1)               | Vlag van Duitsland           | 105.49 | 19        | 17        |
| 19     | Joelia Belohlazova Andrej Bech (1)           | Vlag van Oekraïne            | 104.83 | 17        | 19        |
| 20     | Emma Brien Stuart Beckingham (1)             | Vlag van Australië           | 86.84  | 20        | 20        |

| IJsdansen              | IJsdansen                                   | IJsdansen                    | IJsdansen | IJsdansen  | IJsdansen | IJsdansen |
| #                      | naam (deelnames)                            | land                         | punten    | verpl. kür | org. kür  | vrije kür |
| ---------------------- | ------------------------------------------- | ---------------------------- | --------- | ---------- | --------- | --------- |
| Goud                   | Albena Denkova (14) Maksim Staviski (10)    | Vlag van Bulgarije           | 199.14    | 1          | 1         | 3         |
| Zilver                 | Marie-France Dubreuil Patrice Lauzon (7)    | Vlag van Canada              | 198.69    | 2          | 3         | 1         |
| Brons                  | Tanith Belbin Benjamin Agosto (6)           | Vlag van Verenigde Staten    | 196.74    | 3          | 4         | 4         |
| 4                      | Margarita Drobiazko Povilas Vanagas (12)    | Vlag van Litouwen            | 195.87    | 5          | 5         | 2         |
| 5                      | Isabelle Delobel Olivier Schoenfelder (9)   | Vlag van Frankrijk           | 195.44    | 4          | 2         | 5         |
| 6                      | Galit Chait (12) Sergei Sakhnovski (11)     | Vlag van Israël              | 181.29    | 6          | 7         | 6         |
| 7                      | Oksana Domnina Maksim Sjabalin (4)          | Vlag van Rusland             | 178.39    | 7          | 6         | 7         |
| 8                      | Federica Faiella (6) Massimo Scali (5)      | Vlag van Italië              | 172.10    | 9          | 10        | 8         |
| 9                      | Melissa Gregory Denis Petukhov (3)          | Vlag van Verenigde Staten    | 171.06    | 10         | 9         | 10        |
| 10                     | Megan Wing Aaron Lowe (5)                   | Vlag van Canada              | 170.51    | 8          | 8         | 11        |
| 11                     | Sinead Kerr John Kerr (3)                   | Vlag van Verenigd Koninkrijk | 167.83    | 12         | 11        | 9         |
| 12                     | Jana Chochlova Sergej Novitski (1)          | Vlag van Rusland             | 162.15    | 11         | 16        | 12        |
| 13                     | Christina Beier William Beier (2)           | Vlag van Duitsland           | 154.94    | 13         | 14        | 13        |
| 14                     | Kristin Fraser (6) Igor Loekanin (7)        | Vlag van Azerbeidzjan        | 154.28    | 14         | 13        | 15        |
| 15                     | Nathalie Pechalat Fabian Bourzat (3)        | Vlag van Frankrijk           | 154.00    | 15         | 12        | 17        |
| 16                     | Morgan Matthews Maxim Zavozin (1)           | Vlag van Verenigde Staten    | 152.97    | 16         | 18        | 14        |
| 17                     | Nozomi Watanabe Akiyuki Kido (4)            | Vlag van Japan               | 152.96    | 17         | 15        | 16        |
| 18                     | Nóra Hoffmann Attila Elek (4)               | Vlag van Hongarije           | 150.78    | 18         | 17        | 18        |
| 19                     | Aleksandra Kauc (4) Michał Zych (3)         | Vlag van Polen               | 144.21    | 19         | 20        | 19        |
| 20                     | Alexandra Zaretski Roman Zaretski (1)       | Vlag van Israël              | 140.14    | 24         | 22        | 20        |
| 21                     | Anna Zadorozjnjoek Sergej Verbillo ()       | Vlag van Oekraïne            | 139.72    | 21         | 21        | 21        |
| 22                     | Yu Xiaoyang Wang Chen (1)                   | Vlag van China               | 136.14    | 23         | 23        | 22        |
| 23                     | Elena Romanovskaya Alexander Grachev (1)    | Vlag van Rusland             | 135.43    | 20         | 19        | 24        |
| 24                     | Alla Beknazarova Vladimir Zoeev (1)         | Vlag van Oekraïne            | 132.00    | 22         | 24        | 23        |
| Vrije kür niet bereikt |                                             |                              |           |            |           |           |
| 25                     | Olga Akimova Alexander Shakalov (2)         | Vlag van Oezbekistan         |           | 27         | 25        |           |
| 26                     | Laura Munana Luke Munana (2)                | Vlag van Mexico              |           | 26         | 27        |           |
| 27                     | Kamila Hájková David Vincour (1)            | Vlag van Tsjechië            |           | 28         | 26        |           |
| 28                     | Natalie Buck (5) Trent Nelson-Bond (6)      | Vlag van Australië           |           | 29         | 28        |           |
| 29                     | Alisa Allapach Peter Kongkasem (1)          | Vlag van Thailand            |           | 30         | 29        |           |
| -                      | Anastasia Grebenkina (5) Vazgen Azrojan (5) | Vlag van Armenië             |           | 25         | tzt *     |           |